# Ioan Lăzăroi
Ioan Lăzăroi (n.  ?) este un deputat român, ales în 2024 din partea S.O.S. România.